# ガイウス・カッシウス・ロンギヌス
ガイウス・カッシウス・ロンギヌス（ラテン語: Gaius Cassius Longinus、紀元前87年または紀元前86年頃 - 紀元前42年）は、共和政ローマ末期の政務官。マルクス・ユニウス・ブルトゥスらと共にガイウス・ユリウス・カエサルを暗殺した首謀者の1人として知られる。単にカッシウスやカシウスと表記されることも多い。エピクロス派の信奉者でもあった。

## 生涯
紀元前53年、クァエストルとして第一回三頭政治の1人マルクス・リキニウス・クラッススの行なったパルティア遠征に従い、カルラエの戦いの後、敗残兵をまとめパルティア側の侵攻を防いだ。
翌紀元前52年からはプロクァエストルとしてシリア属州の防衛にあたり、ユダヤ人の反乱を鎮圧、紀元前51年にはパルティア軍をアンティオキア近郊で撃退した。
紀元前49年からのローマ内戦では、カッシウスはグナエウス・ポンペイウスら元老院派に与してガイウス・ユリウス・カエサル派に対抗した。ファルサルスの戦いでポンペイウスが敗れるとカッシウスは他の元老院議員同様カエサルに許され、カエサルの支配するローマで紀元前44年に外国人係プラエトル（praetor peregrinus）に就任した。この時同僚の首都プラエトルはマルクス・ブルトゥスであった。
カッシウスはブルトゥスと共に、当時王位を望んでいたとされたカエサルの暗殺を計画する。暗殺犯達の精神面でのリーダーには、ローマの王政を廃したルキウス・ユニウス・ブルトゥスの末裔といわれ、ストア派の信奉者として廉潔な性格を知られていたブルトゥスが就き、カッシウスは計画の実務面について中心を担ったとされる（ブルトゥスの異父妹ユニア・テルティアはカッシウスの妻）。カッシウスは、カエサルの暗殺に際してその腹心の部下であり後継者となる恐れのあったマルクス・アントニウスも同時に殺害するべきと主張した。しかし暗殺の大義を重視するブルトゥスはカエサル以外のローマ市民の血が流れることを望まず、暗殺の対象はカエサルのみとする計画が立てられた。
紀元前44年にカッシウスらはカエサルの暗殺に成功した。しかしアントニウスによるカエサルの追悼演説などを受けローマの情勢は共和派の望まぬ方向へと推移していった。こうした情勢の中、カッシウスは暗殺以前から決定していた任地のシリアへ向かうためローマを離れ、シリアにいたカエサル派のプブリウス・コルネリウス・ドラベッラを破り、軍勢を整えた。その後ブルトゥスと合流したカッシウスは重税を課すなどして、カエサル派の反攻に備えた。
第二回三頭政治を成立させローマの支配権を手中にしたアントニウスとマルクス・アエミリウス・レピドゥス、オクタウィアヌスは共和派への反攻を開始した。カッシウス、ブルトゥスとアントニウス、オクタウィアヌスの両軍はフィリッピ（現：ピリッポイ）で対峙した。フィリッピの戦いではカッシウスがアントニウスを、ブルトゥスがオクタウィアヌスをそれぞれ受け持った。ブルトゥスはオクタウィアヌス軍に対し優勢に戦ったが、カッシウスは逆にアントニウス軍に押し込まれた。戦いの中で自軍が全面的に敗れていると形勢を誤解したカッシウスは騎兵隊の接近を受けて自ら命を絶った。その後行なわれた2度目の戦いで共和派は完敗しブルトゥスも自殺した。
「僭主カエサル」の暗殺の首謀者であったカッシウスとブルトゥスの名声は長く残り、帝政期に入るとカッシウスは「最後のローマ人」と称されることもあった。一方でカエサルを英雄視していたダンテ・アリギエーリは『神曲』の中でカッシウスとブルトゥス、及びイエスを裏切ったイスカリオテのユダを共に地獄の最下層に配置している。

## カッシウスが登場する作品

### 舞台
- シェイクスピア：ジュリアス・シーザー
- 宝塚歌劇団・2006年月組「暁のローマ」（大空祐飛）

### テレビドラマ
- ROME［ローマ］